# São Miguel
São Miguel [sɐ̃u miˈɡɛɫ] (deutsch Sankt Michael) ist die größte Insel der Azoren. Sie zählt zur Ostgruppe des Archipels und hat eine Fläche von 746,8 Quadratkilometern. Die Insel ist 63,7 km lang und 16,1 km breit. Auf São Miguel lebten 2016 etwa 138.000 Menschen, rund 68.000 davon in der Hauptstadt Ponta Delgada.

## Geologie
Geologisch betrachtet besteht die Insel aus zwei Teilen, die erst vor rund 10.000 Jahren durch den auch heute noch aktiven Vulkanismus verbunden wurden. Es handelt sich um den Westteil, der im Wesentlichen aus dem Einsturzkrater Sete Cidades besteht (höchster Punkt Pico de Barrosa, 924 m), und dem 4 bis 5 Millionen Jahre alten Ostteil mit dem Gebirgsmassiv der Serra Água de Pau, deren höchste Erhebung der Pico da Vara mit 1103 m ist und die ferner den Pico do Fogo umfasst, der erst 1652 durch einen Vulkanausbruch entstand.
Die Wirkung des Vulkanismus von São Miguel lässt sich im Furnastal erfahren. Hier existieren zum Teil schwefel- und eisenhaltige Thermalquellen, caldeiras genannt. Der Furnas-See, an dessen Ufer ebenfalls vulkanische Quellen aktiv sind, besteht aus zwei zusammenhängenden Einsturzkratern. In der Caldera Sete Cidades liegen zwei Seen, die miteinander verbunden sind: Lagoa Azul und Lagoa Verde. Der eingestürzte Vulkankegel hat bei einem Durchmesser von rund fünf Kilometern einen Umfang von insgesamt 12 km. Das vielgestaltige Hinterland ist von Wanderwegen durchzogen.

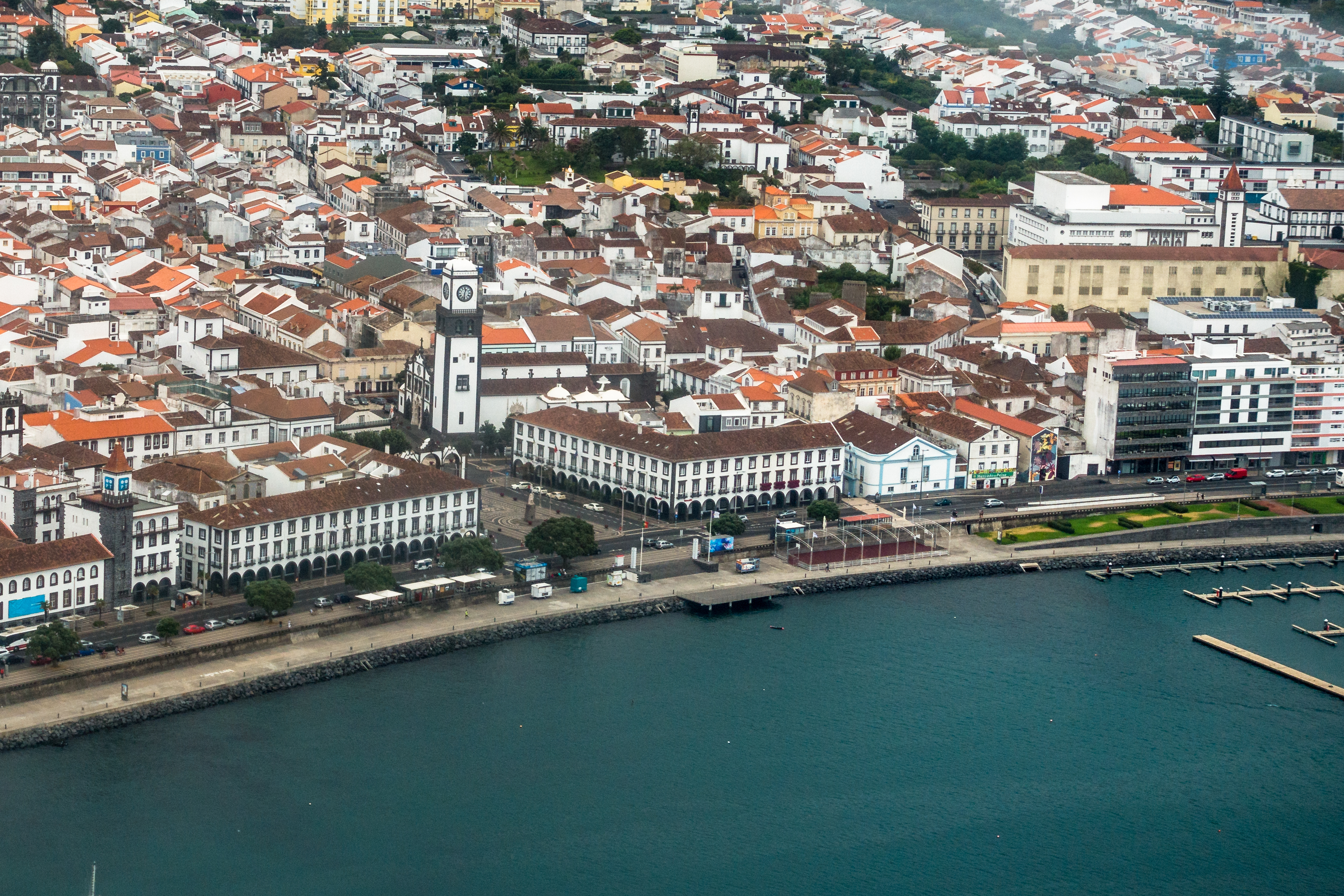
Ponta Delgada – Blick auf den Hafen
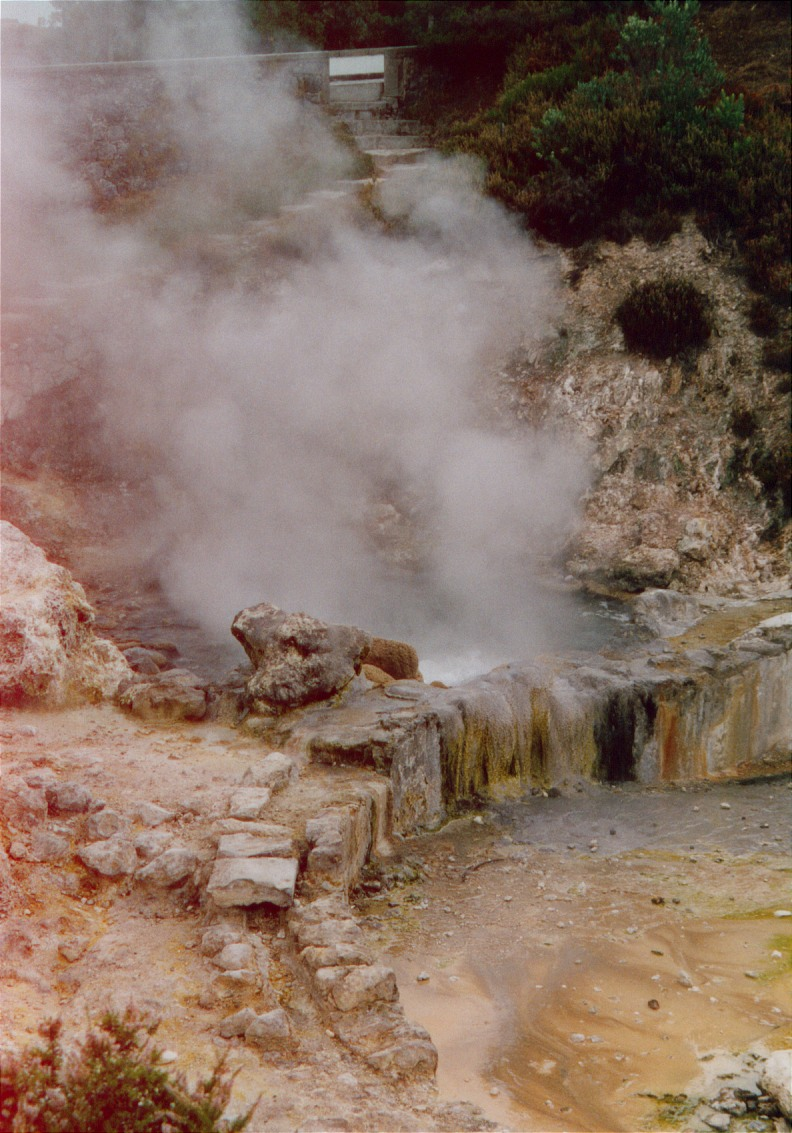
Heiße Schwefelquelle bei Furnas
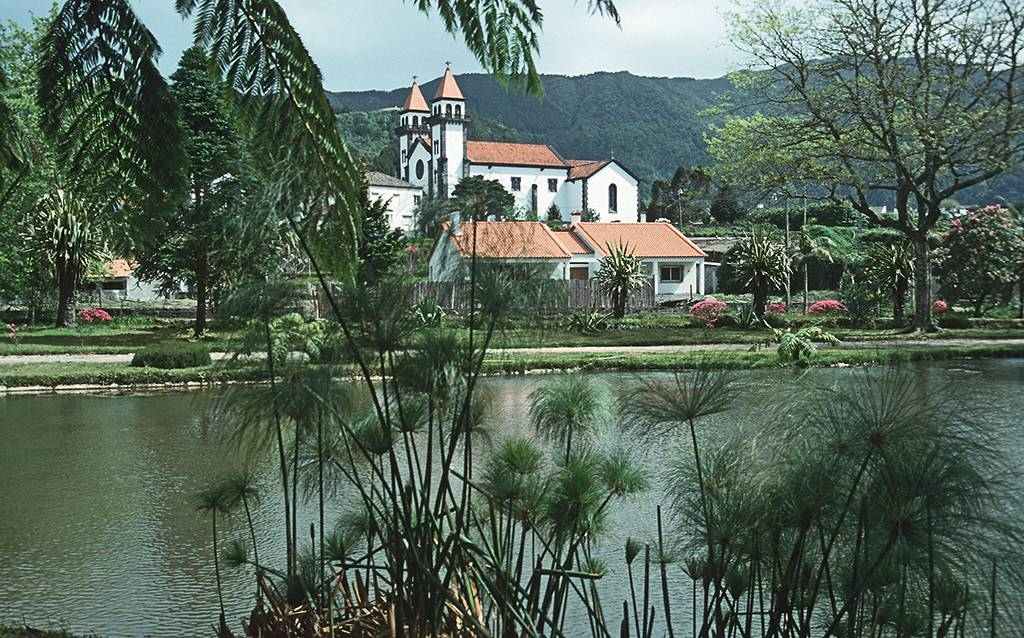
Furnas
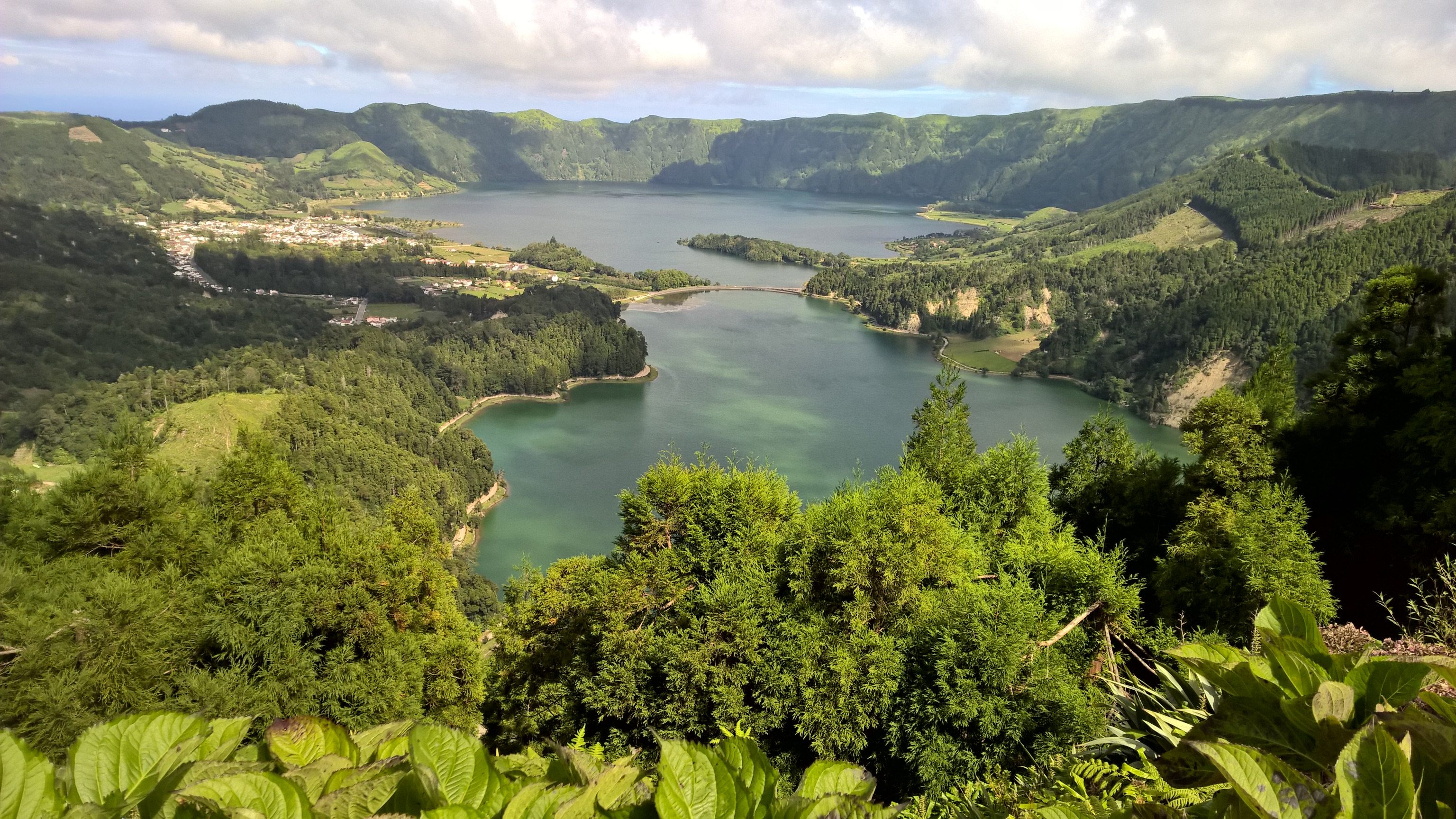
Caldeira das Sete Cidades mit Lagoa Verde und Lagoa Azul
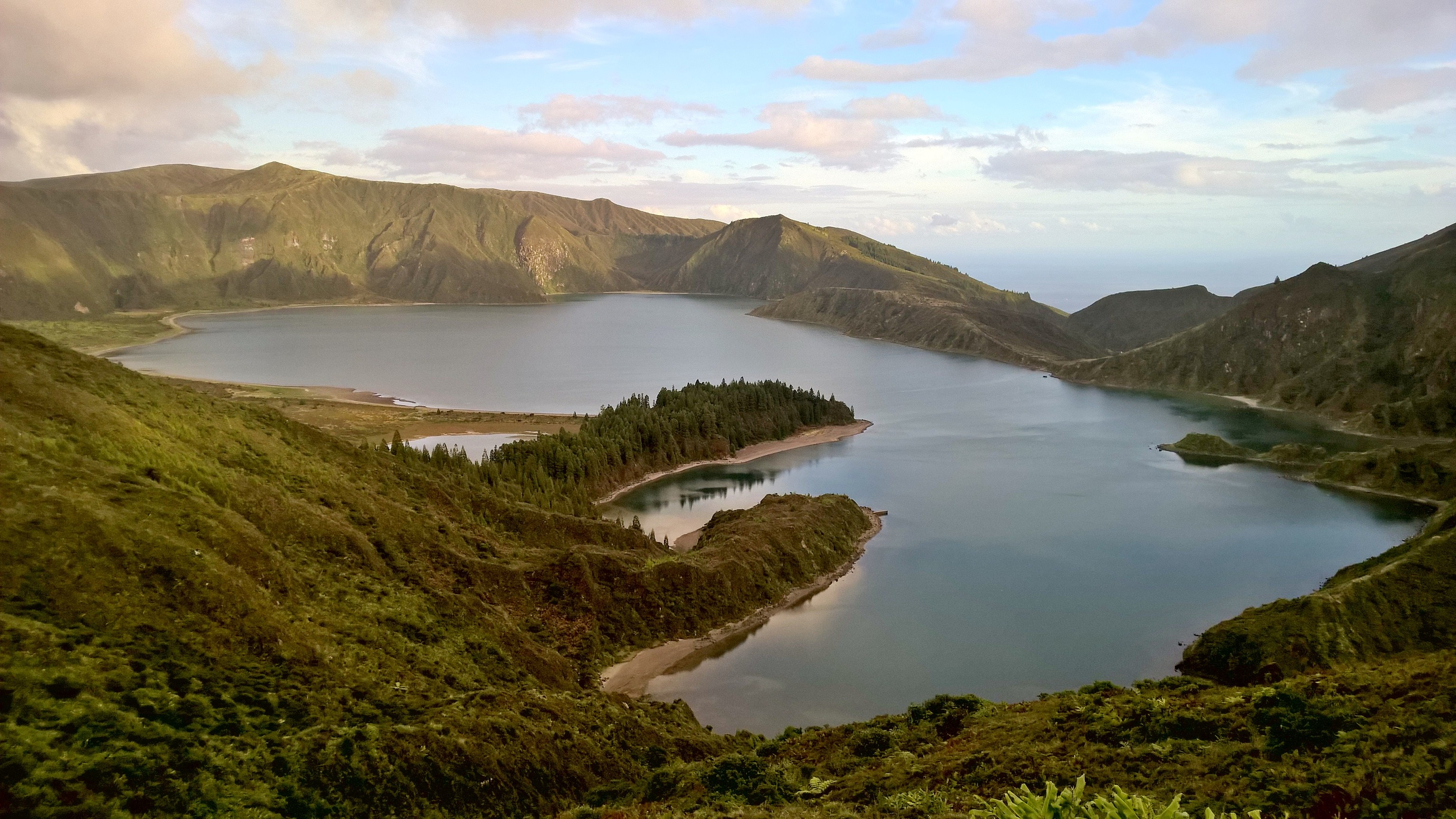
Lagoa do Fogo
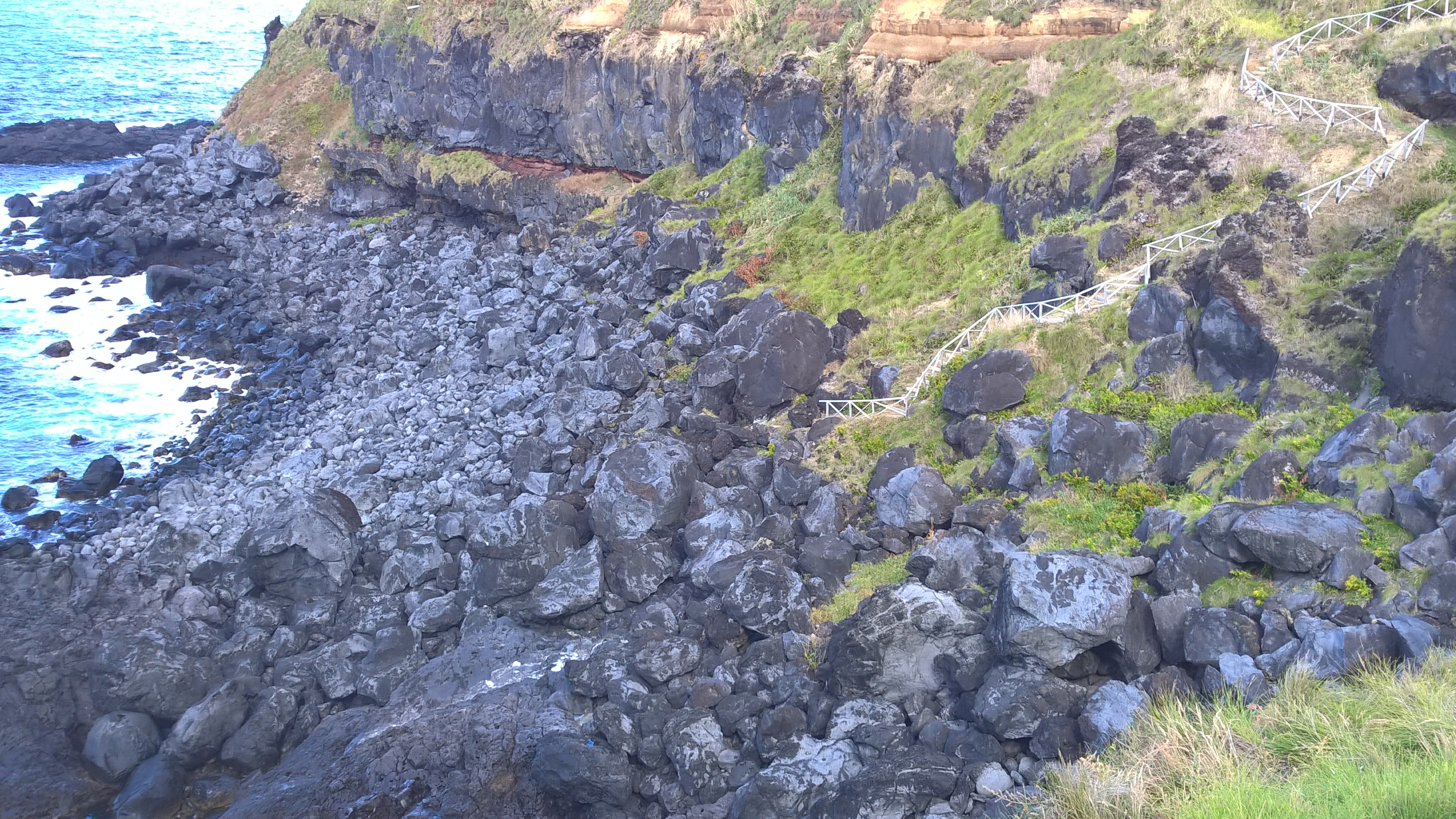
Vulkanische Ablagerungen bei Maia

## Geschichte
Entdeckt wurde die Insel vermutlich zwischen 1426 und 1439. Heinrich der Seefahrer autorisierte 1436 die Besiedelung der Azoren aus der Estremadura, von Alto Alentejo, aus der Algarve und von Madeira. São Miguel ist heute die am besten erschlossene Insel des Archipels. Ribeira Grande, das 1507 die Stadtrechte erhielt, ist mit etwa 12.000 Einwohnern die zweitgrößte Stadt der Insel. Nachdem hier ursprünglich Wassermühlen errichtet worden waren, führte die Textilproduktion im 18. Jahrhundert zu einem Aufschwung des Ortes.

## Geographie
Die Hauptstadt Ponta Delgada liegt an der Küste im Südwesten der Insel.
Die zweitgrößte Stadt, Ribeira Grande, liegt an der mittleren Nordküste.
Weitere bedeutende Orte sind das östlich von Ponta Delgada gelegene Lagoa, Vila Franca do Campo und Furnas. In Furnas liegt der botanisch interessante Terra-Nostra-Park, der Ende des 18. Jahrhunderts durch den US-Amerikaner Thomas Hickling angelegt wurde. Zur üppigen Vegetation des Parks gehören unter anderem Bambus, Araukarien, Baumstrelitzien, Hortensien, Seerosen und eine der größten Kamelien-Sammlungen der Welt.

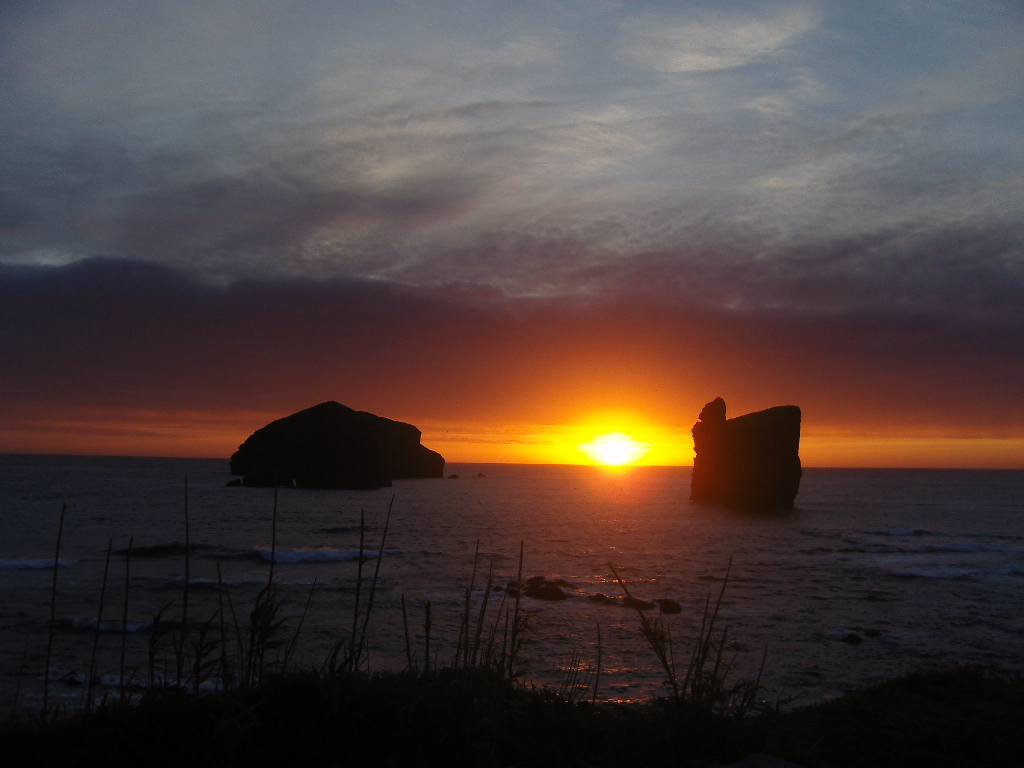
Sonnenuntergang in Mosteiros
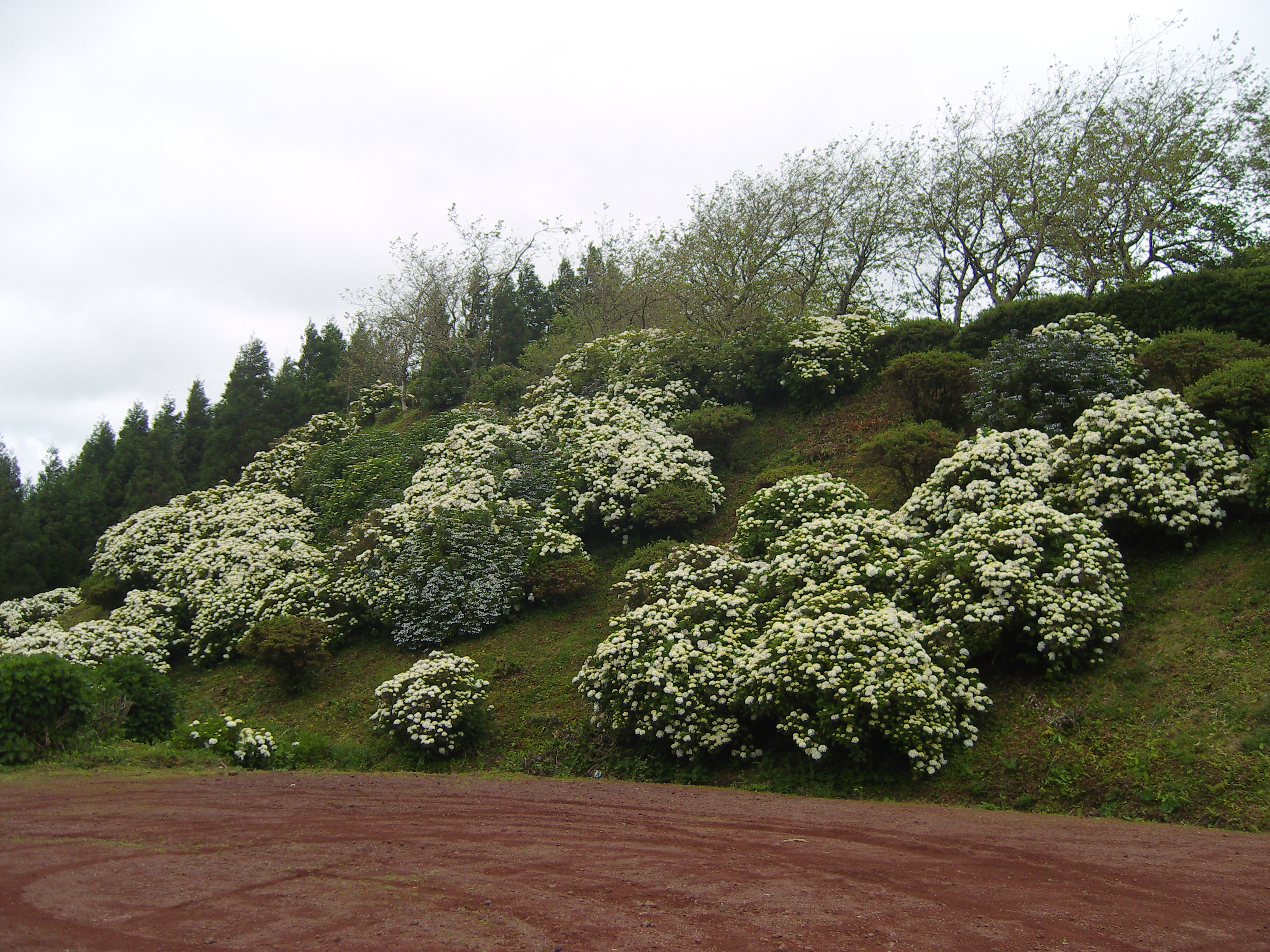
Hortensien bestimmen das Landschaftsbild an Straßen und Wegen
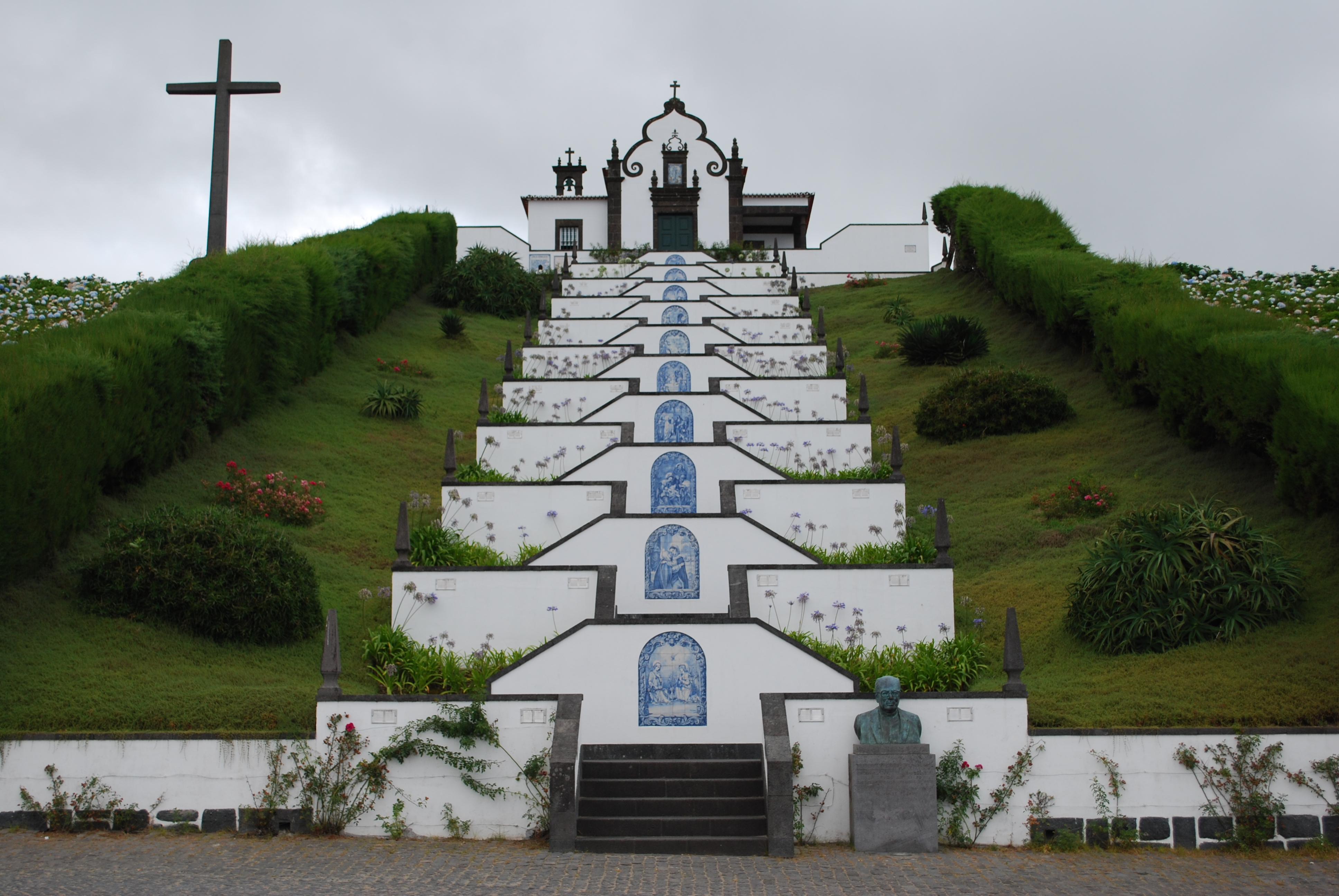
Die Ermida de Nossa Senhora da Paz
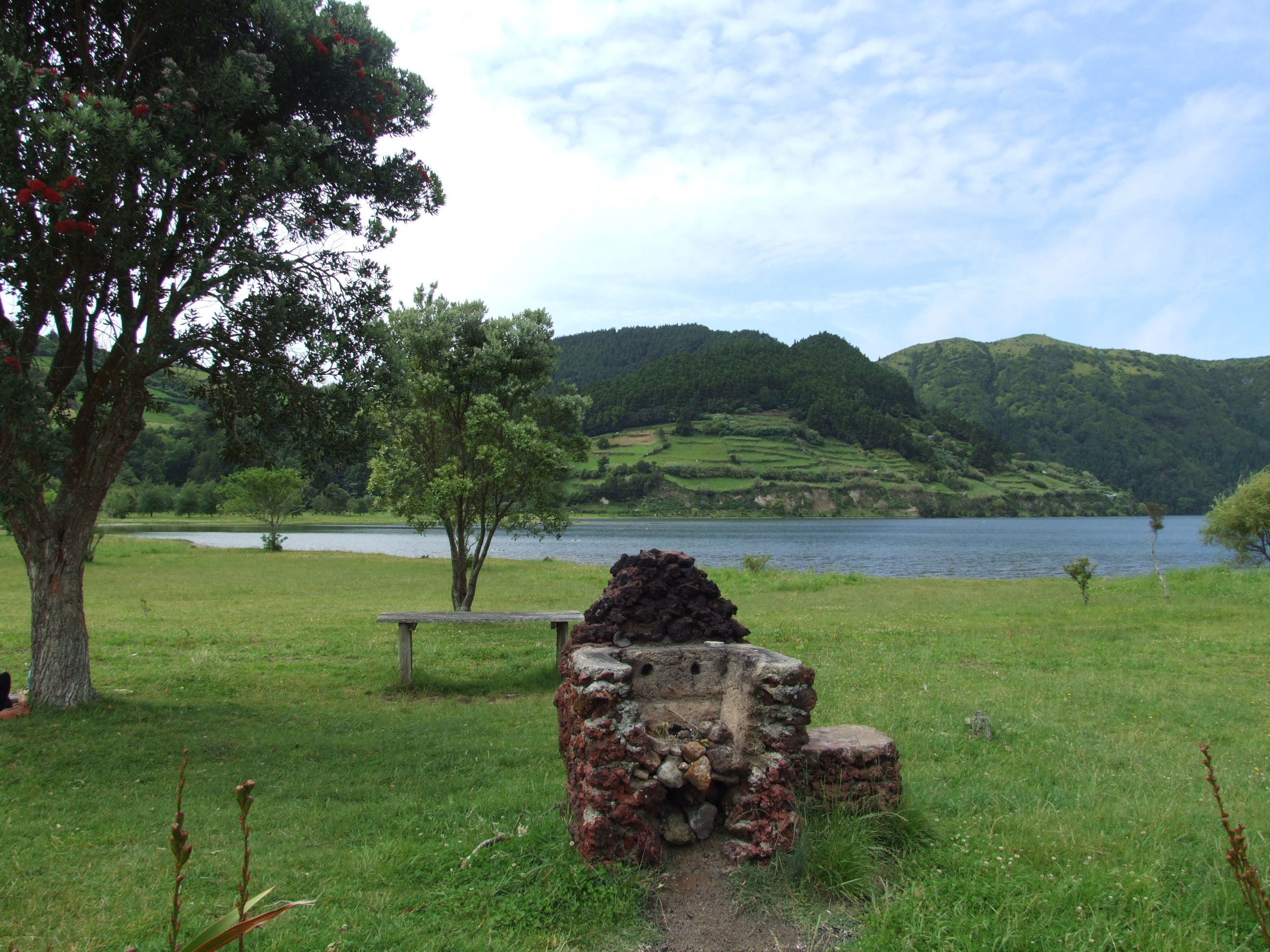
Einer von vielen öffentlichen Grillplätzen

## Verwaltung
Die Insel São Miguel gehört zur Autonomen Region der Azoren und ist Teil des Staatsgebietes Portugals.
Die Insel ist in sechs Concelhos (port. Kreise) aufgeteilt:
- Lagoa
- Nordeste
- Ponta Delgada (Hauptstadt)
- Povoação
- Ribeira Grande
- Vila Franca do Campo

## Wirtschaft

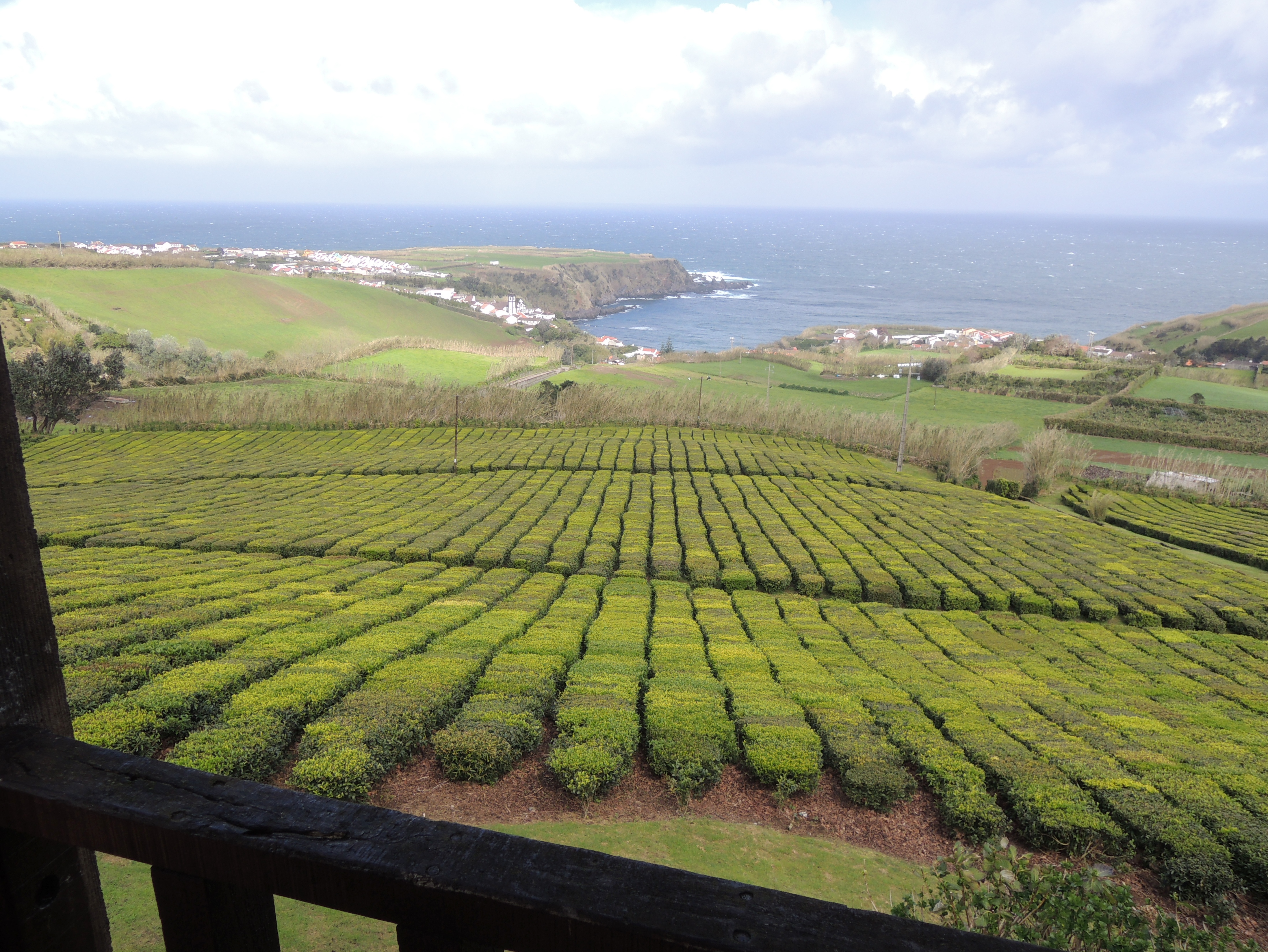
Teefelder der Fabrik Chá Porto Formoso

Zuckerrohranbau und die von Hickling geschaffenen Orangenplantagen gingen im 19. Jahrhundert unter. Auch führte die häufige Präsenz amerikanischer Walfänger zur Abwanderung eines Teils der seeerfahrenen männlichen Bevölkerung in die USA und nach Kanada. Bis in die 1960er Jahre wurde auf der Insel noch kommerzieller Walfang betrieben.
Eine große ökonomische Rolle für São Miguel spielen heute neben dem Tourismus (unter anderem Whale Watching) die Milchwirtschaft sowie der Anbau von Obst, besonders Ananas. Des Weiteren befinden sich auf der Insel zwei der drei einzigen Teeplantagen (Chá Gorreana, Chá Porto Formoso) innerhalb Europas (die dritte Plantage liegt in England bei Truro). Die Bedeutung der Fischerei ist dagegen stetig rückläufig. Die Forstwirtschaft wird systematisch zurückgeführt, um das ursprüngliche durch niedrigen Bewuchs geprägte Landschaftsbild wiederherzustellen.
José Bensaude gründete im 19. Jahrhundert in Ponta Delgada eine Einzelhandelskette und eine Tabakfabrik (Fábrica de Tabaco Micaelense). Sie wurden zum Kern einer Unternehmensgruppe, die heute Aktivitäten im Tourismus, Schifffahrt, Verkehr, Handel und Finanzwirtschaft umfasst.
Die Energieversorgung der Insel basiert zu einem wesentlichen Teil auf der Nutzung der Erdwärme, unter anderem im Geothermiekraftwerk Ribeira Grande.
São Miguel ist über den Flughafen Ponta Delgada (Aeroporto João Paulo II) mit anderen Azoren-Inseln und mit dem Festland verbunden.

## Umwelt

### Müll und Plastikverschmutzung
Strände und Natur auf São Miguel sind zunehmend durch Müll belastet, insbesondere durch Plastikabfälle und Mikroplastik, die sowohl angeschwemmt als auch lokal verursacht werden. Die Müllentsorgung ist ein Dauerthema: Es gibt Proteste gegen Müllverbrennungsanlagen, die als unästhetisch und gebührenerhöhend empfunden werden, während die bestehenden Deponien überlastet sind. Bürgerinitiativen und Projekte wie „Guardians of the Azores“ versuchen, durch Küstenreinigungen und Aufklärung gegenzusteuern, doch das Müllproblem bleibt sichtbar.

### Druck durch Tourismus
Die touristische Infrastruktur konzentriert sich auf die Hauptstadt Ponta Delgada, während in ländlicheren Gebieten die Versorgung und Abfallentsorgung schwieriger sind. Der steigende Tourismus erhöht das Abfallaufkommen und beansprucht die natürlichen Ressourcen, was zu Nutzungskonflikten führt.